# 大娛樂家 (電影)
《大娛樂家》（英語：The Greatest Showman）是一部於2017年上映的美國傳記歌舞戲劇電影，是麥可·格雷希執導處男作，並由珍妮·比克斯與比爾·坎登共同編劇。演員陣容包括休·傑克曼、柴克·艾弗隆、蜜雪兒·威廉絲、蕾貝卡·弗格森與千黛亞等人主演。本片的靈感源由美國傳奇馬戲團大亨費尼爾司·泰勒·巴納姆創辦玲玲馬戲團的意念，以及其銀色星光的生活。
電影的主要拍攝於2016年11月於紐約開始，該片於2017年12月8日在-瑪麗皇后二號}-上首映。電影於美國的發布日期為2017年12月20日，全球賺得4.59億美元，使其成為歷史上排名第五的現場音樂劇。
《大娛樂家》獲得了的評價褒貶不一，影評人普遍稱讚了演員（尤其是休·傑克曼）、音樂和製作質感，然而批評了電影中破格呈現的取向，一些評論家稱之為「虛假的鼓舞人心和膚淺」。在第75屆金球獎上，電影入圍了最佳音樂及喜劇電影和最佳音樂及喜劇類電影男主角（休·傑克曼），而電影歌曲《我就是我》贏得最佳原創歌曲，並獲提名到第90屆奧斯卡金像獎。

## 劇情
本電影改編自美國馬戲團創始人P.T.巴納姆與他的玲玲馬戲團真人真事。
巴納姆（休·傑克曼 飾演）正帶領著他的馬戲團進行「最偉大的表演」中，於無盡的掌聲裡回想到他的童年時代，其父親是一名替紐約富裕的哈雷特家工作的裁縫，他因此機緣與哈雷特家千金夏麗蒂（蜜雪兒·威廉絲 飾演）相遇並互相吸引。不久，巴納姆因父親驟逝而成為在街頭掙扎求生的孤兒，夏麗蒂則被送到外地的寄宿學校，但他們透過書信保持聯繫，直到他們成年後再度聚首。兩人互許終生成立家庭，之後育有兩個女兒卡洛琳和海倫。他們一家過著拮据的生活，儘管夏麗蒂感到非常滿足，但巴納姆渴求帶給妻女更多。
巴納姆原先在一家船運公司任職文書處理人員，但公司破產使他失業了。他冒險的利用前僱主的失踪船舶所有權文件作為抵押，欺騙銀行給他一筆貸款創業。接著巴納姆在曼哈頓市中心購買了「巴納姆的美國博物館」，在那裡展示著他自認為具吸引力的各種蠟像，然而卻一點也不受到大眾青睞。巴納姆聽從女兒們提出的「活著的東西才有趣」的建議，便到處尋找奇人異士，也就是各種不受社會主流待見的少數族裔與生理缺陷人士來作為他的表演者，並由他自己領銜主演。儘管遭到保守人士的抗議和評論家的批評，從博物館改成的戲院仍吸引到大量的觀眾，表演秀獲得票房上的成功。巴納姆根據評論家對他表演秀的嘲諷，把他的事業重新命名為「巴納姆的馬戲團」。
巴納姆一家因賺來的財富而過上好日子，還搬到了夫婦兩人從小夢想的宅邸，也就是哈雷特家的隔壁房子。為了進一步得到上流社會的認同，巴納姆跟出身名門的劇作家菲利·卡萊爾（柴克·艾弗隆 飾演）商談，以自由揮灑才能和一成分紅的條件說服他成為合夥人加入馬戲團。卡萊爾運用他的人脈使巴納姆跟他的馬戲團覲見維多利亞女王提高名聲，在宴會上巴納姆遇到著名的瑞典歌手珍妮·林德（蕾貝卡·弗格森 飾演），成功說服她到美國演出，並擔任她的經紀人。卡萊爾與馬戲團中的混血非裔空中飛人安妮·惠勒（辛蒂亞 飾演）彼此互相傾心，但他卻礙於世人對他倆結合會有的觀感而遲疑不前，惠勒也只能為殘酷的現實感到傷心。
林德在美國的首次演出獲得了令人矚目的成功，巴納姆終於得到上流社會的賞識，更以此對從來不認同他的岳父母示威。巴納姆之後更決定帶林德進行全國巡迴演出，儘管夏麗蒂勸說他不應無止盡渴求更多人的認同，應該盡量把時間留給家人，卻也阻止不了巴納姆的野心，另外巴納姆還把與他距離漸遠馬戲團交給卡萊爾打理。卡萊爾與惠勒有一晚結伴到歌劇院，期間遇見卡萊爾的父母，他們二人侮辱惠勒在社會上的地位低微，導致她傷心離開。卡萊爾追上她並試圖讓她相信他們是能夠在一起，但她選擇拒絕他。
巴納姆帶著林德到美國作巡迴演出中，身為私生女的林德與身為孤兒的巴納姆逐漸有了心理上的共鳴，他們都因童年的陰影而渴求成功以得到眾人的注目與認同。林德愛上了巴納姆，但表白時遭到巴納姆拒絕，她氣憤又傷心的決定取消之後的巡迴演出。眼前最後一場演出結束後林德在謝幕時故意親吻了巴納姆，讓媒體拍了下來。
巴納姆回到紐約時，發現他的戲院因抗議者的縱火而發生火災。卡萊爾試圖拯救他誤以為仍被困在火場的惠勒，他在混亂中獲巴納姆所救，但遭受嚴重燒傷，之後惠勒在病床旁不間斷的照護著卡萊爾。事後，建築物倒塌，大部分器材和道具也都燒毀，表演者們頓失所依。林德與巴納姆的親吻照和中止巡迴演出被報紙當成醜聞報導，夏麗蒂還得知巴納姆用自家宅邸當作抵押來投資林德的巡迴演出，結果因林德中途退出而虧損，導致他們的房子被銀行沒收。對於抵押一事，因巴納姆從未與夏麗蒂商量，因此夏麗蒂帶著兩個女兒，傷心地回到哈雷特家。
巴納姆感到沮喪至極，他到習慣去的一家酒吧喝酒買醉，馬戲團的表演者們在那裡找到他，說服他重建馬戲團，因為那是他們的唯一棲身之所，彼此是真正關心對方的家人而無法分開。巴納姆此時才醒悟，他建立馬戲團的初衷是為了他的家人，包括了妻女跟表演者們，不應為了盲目追求更多人的認同而失去了最寶貴的東西。與此同時，受了傷的卡萊爾在醫院醒過來，惠勒就在他身邊，二人握著對方的手，已不再需要更多言語來表達彼此的感情。
巴納姆在兒時回憶中的海灘找到他疏遠了的妻子，他們決定修補彼此的關係。面對重建馬戲團的經濟困難，康復中的卡萊爾提出要利用他之前從馬戲團的收入盈利來重建它，而他要進一步成為五五分帳的對等合夥人以共同經營馬戲團，巴納姆欣然同意。由於在原來的位置重建戲院建築的成本太高，巴納姆便將馬戲團移往碼頭空地搭建露天帳篷進行演出。重新改造的馬戲團取得了重大的成功，巴納姆退居節目製作，把現場演出工作完全交給了卡萊爾，讓自己能有更多時間去陪伴妻女。

## 演員
| 演員                                                                | 角色                                        | 簡介                                                                   |
| ------------------------------------------------------------------- | ------------------------------------------- | ---------------------------------------------------------------------- |
| 休·傑克曼 埃里斯·魯賓(年輕的P.T.巴納姆)                             | 菲尼阿斯·巴納姆 （P.T.巴納姆）              | 一個雄心勃勃的表演者和企業家。                                         |
| 蜜雪兒·威廉絲 斯凱勒·鄧恩(年輕的夏麗蒂)                             | 夏麗蒂·哈雷特·巴納姆 Charity Hallett Barnum | 巴納姆的妻子。                                                         |
| 奧斯汀·約翰遜                                                       | 卡羅琳·巴納姆 Caroline Barnum               | P.T.巴納姆的女兒。                                                     |
| 卡梅隆·西利                                                         | 海倫·巴納姆 Helen Barnum                    | P.T.巴納姆的女兒。                                                     |
| 蕾貝卡·弗格森                                                       | 珍妮·林德                                   | 被譽為「瑞典夜鶯」的歌手。                                             |
| 洛倫·奧爾雷德 Loren Allred                                          | 珍妮·林德的歌聲                             |                                                                        |
| 柴克·艾弗隆                                                         | 菲利·卡萊爾 Phillip Carlyle                 | 劇作家，後來成為巴納姆的合作夥伴。他的角色部分源自詹姆斯·安東尼·貝利。 |
| 辛蒂亞                                                              | 安妮·惠勒 Anne Wheeler                      | 雜技演員及空中飛人的表演者，WD·惠勒的妹妹及菲利·卡萊爾的情人。         |
| 葉海亞·阿巴杜-馬汀二世                                              | WD·惠勒                                     | 雜技演員及空中飛人的表演者，安妮·惠勒的哥哥。                          |
| 基拉·塞特爾                                                         | 萊蒂·盧茨 Lettie Lutz                       | 滿臉鬍子的女人，她的角色部分源自約瑟芬·寇埠利亞及安妮·瓊斯。           |
| 薩姆·漢弗萊                                                         | 拇指將軍湯姆                                | 一個以其藝名而聞名的侏儒表演者。                                       |
| 劉承羽                                                              | 鄧燕 Deng Yan                               | 一位中國的刀片專家。                                                   |
| 曹菲·科爾曼及米沙伊·佩特羅內利 Caoife Coleman and Mishay Petronelli | 白化雙胞胎                                  | 雙胞胎都有白化症。                                                     |
| 埃里克·安德森                                                       | 奧馬利先生 Mr. O'Malley                     | 巴納姆馬戲團的前僱員，後來成為小偷。                                   |
| 丹尼爾·埃維裡奇 Daniel Everidge                                     | 巨人利茲之王 The Lord of Leeds              |                                                                        |
| 沙農·海玆柏夫 Shannon Holtzapffel                                   | 康斯坦丁王子 Prince Constantine               | 紋身的人。                                                             |
| 保羅·斯帕克斯                                                       | 詹姆斯·戈登·貝內特一世                      | 《紐約先驅報》的創辦人、主編及發行人。                                 |
| 盧西亞諾·阿庫納 Luciano Acuna                                       | 費多爾·焦佛超                               | 狗樣子的男孩。                                                         |
| Danial Son                                                          | 暹羅雙胞胎                                  | 是「連體雙胞胎」。                                                     |
| Yusaku Komori                                                       | 暹羅雙胞胎                                  | 是「連體雙胞胎」。                                                     |
| 喬納森·華達惠 Jonathan Redavid                                      | 弗蘭克·倫蒂尼 Frank Lentini                 | 三條腿的人。                                                           |
| 傑克·禛斯 Nick Jantz                                                | 傑夫·哈里斯 Jeff Harris。                   | 雜耍者                                                                 |
| 迪亞·卡羅爾                                                         | 喬斯·赫思                                   |                                                                        |
| 費德烈克·賴恩                                                       | 哈萊先生                                    |                                                                        |
| 蓋兒·蘭金                                                           | 維多利亞女皇                                |                                                                        |
| 傑米·傑克遜                                                         | 老大                                        |                                                                        |
| Alex Wang                                                           | 京劇表演者                                  | 身穿京劇服裝，身段柔軟的表演者。                                       |
| 威爾·斯溫森                                                         | 菲洛                                        |                                                                        |
| 尼古拉斯·卡諾內                                                     | 白色領帶觀眾                                |                                                                        |
| 薩沙·高林                                                           | 噴火者                                      |                                                                        |

## 製作
這電影項目於2009年首次提出，主角已預定由休·傑克曼擔任。2011年8月，二十世紀福斯聘用廣告導演兼視覺特效美術師麥可·格雷希來執導此歌舞傳記片。2013年，二十世紀福斯聘請帕賽克與保羅編寫歌曲。
2016年6月15日，碩克·艾佛朗正為加盟電影一事洽談當中。珍妮·林德一角曾考慮由安·海瑟薇飾演，然而在2016年7月。蜜雪兒·威廉絲和辛蒂亞兩人的名字出現在演員名單中。

### 拍攝
電影於2016年10月在紐約市進行電影綵排，而正式拍攝於11月22日進行。艾倫·米羅傑尼克擔任了該片的服裝設計師。

### 後期拍攝
在2017年12月，報導指占士·曼高，據報導他曾跟休·傑克曼於多個項目上合作（包括2017年的《盧根》），他被帶進劇組監督電影的重拍和後期製作。這是由於該工作室擔心首次擔任導演的格雷希對電影的範圍感到不知所措，並在8400萬美元的預算壓力下掙扎。曼格最終被授予執行製片人的位置。

### 音樂
帕賽克和保羅為電影編寫了9首歌曲：
- 《The Greatest Show》
- 《A Million Dreams》
- 《A Million Dreams (Reprise)》
- 《Come Alive》
- 《The Other Side》
- 《Never Enough》
- 《This Is Me》
- 《Rewrite the Stars》
- 《Tightrope》
- 《Never Enough (Reprise)》
- 《From Now On》

#### 電影原聲
電影的原聲專輯包含了11首由演員所演出的曲目。在英國，它成為30年來連續11週排列冠軍的第二張專輯。

## 發行
《大娛樂家》由二十世紀福斯發行，在2017年12月8日於瑪麗皇后二號上首映，當時她停泊於紐約市。電影後來於2017年12月20日在美國的發布。電影原訂於2016年12月25日於美國上映，後來延期至2017年12月20日上映。首支預告片於2017年6月28日發布。
電影跟迪士尼的電影《美女與野獸》一樣，這部電影的歌唱版本於2018年2月23日在英國發行。電影於2月2日在IMAX作有限上映。

### 市場
2017年6月28日，二十世紀福斯發布了第一部國際預告片來宣傳電影。2017年11月13日，發布了第二部電影預告片。
2017年12月17日，二十世紀福斯電視轉播了華納兄弟工作室《Come Alive》的聖誕故事特別現場表演
（那是基於帕賽克與保羅的《聖誕故事：音樂劇》）。該節目的特點是有電影明星及150名舞者的參與。
此外，二十世紀福斯在2017年也邀請了全球18位歌手及Youtube名人與原唱基拉·賽特爾於英國倫敦一同翻唱《我就是我》，並由麥可·格雷希擔任音樂錄影帶拍攝導演。其邀請名單中，包含了陳芳語、陳庭欣、朴善英和等多位名人。
作為2019冠狀病毒病疫情高峰期結束後美國電影院重開的一部分，迪士尼宣佈電影與《復仇者聯盟》和一起於2020年6月26日至7月2日短暫重映。

### 家庭影院
在美國，《大娛樂家》將會於2018年4月10日推出藍光影碟、DVD及4K超高畫質影碟。在英國，電影將於2018年4月27日首次以數位下載形式發布，而藍光影碟、DVD及4K超高畫質影碟則於5月14日發售。這些版本將包括歌唱版本，2小時的幕後花絮及音樂盒點唱機功能。
2020年8月14日，《大娛樂家》作為Disney+夏日電影季的一部分在Disney+上線。

## 票房
在美國和加拿大，《大娛樂家》與《野蠻遊戲：瘋狂叢林》同天上映和競爭，外界預估《大娛樂家》於首週能從3006間戲院中獲得2100萬美元左右。美國首週末（六天）票房達1860萬美元，位居當週票房排名第四。
此片於2017年12月20日在台灣上映，至2018年2月18日為止票房累計達新台幣8980萬元。

### 評價
《大娛樂家》獲得了褒貶不一的評價。影評網站爛番茄基於248則專業影評給予56%新鮮度（平均得分為5.99/10），觀眾平均為86%高分好評（平均得分為4.36/5）。在Metacritic上，電影獲得了48分。據CinemaScore調查，觀眾的平均評價在A+到F間落於「A」。

## 榮譽
| 金球獎               | 2018年1月7日   | 最佳音樂及喜劇電影                     | 《大娛樂家》                                                            | 提名 |
| 金球獎               | 2018年1月7日   | 最佳音樂及喜劇類電影男主角             | 休·傑克曼                                                               | 提名 |
| 金球獎               | 2018年1月7日   | 最佳原創歌曲                           | 〈我就是我〉（班傑·帕塞克和賈斯汀·保羅）                                | 獲獎 |
| 奧斯卡金像獎         | 2018年3月4日   | 最佳原創歌曲                           | 〈我就是我〉（班傑·帕塞克和賈斯汀·保羅）                                | 提名 |
| 美國退休人員協會     | 2018年2月5日   | 最佳成人愛情故事                       | 《大娛樂家》                                                            | 獲獎 |
| 全美音樂獎           | 2018年10月9日  | 最佳配樂                               | 《大娛樂家》                                                            | 提名 |
| 告示牌音樂獎         | 2018年5月20日  | 最佳配樂                               | 大娛樂家：電影原聲帶                                                    | 獲獎 |
| 告示牌音樂獎         | 2019年5月1日   | 最佳配樂                               | 大娛樂家：電影原聲帶                                                    | 獲獎 |
| 美國選角指導工會獎   | 2018年1月18日  | 最佳配樂                               | Bernard Telsey、Tiffany Little Canfield、Rori Bergman 和Patrick Goodwin | 獲獎 |
| 服裝設計師協會       | 2018年2月20日  | 優秀電影                               | 愛倫·米蘿妮克                                                           | 提名 |
| 葛萊美獎             | 2019年2月10日  | 最佳視覺媒體配樂                       | 大娛樂家：電影原聲帶                                                    | 獲獎 |
| 葛萊美獎             | 2019年2月10日  | 視覺媒體最佳歌曲                       | 〈我就是我〉（班傑·帕塞克和賈斯汀·保羅）                                | 提名 |
| 土星獎               | 2018年6月27日  | 最佳動作或歷險電影                     | 《大娛樂家》                                                            | 獲獎 |
| 土星獎               | 2018年6月27日  | 最佳服裝設計                           | 愛倫·米蘿妮克                                                           | 提名 |
| 土星獎               | 2018年6月27日  | 最佳音樂                               | 約翰·戴柏尼和喬瑟夫·崔帕尼斯                                            | 提名 |
| 青少年票選獎         | 2018年8月12日  | 票選獎：突圍電影新秀                   | 基拉·賽特爾                                                             | 提名 |
| 青少年票選獎         | 2018年8月12日  | 票選獎：合作                           | 《Rewrite the Stars》– 柴克·艾弗隆和千黛亞                              | 獲獎 |
| 青少年票選獎         | 2018年8月12日  | 票選獎：精選劇情片                     | 《大娛樂家》                                                            | 獲獎 |
| 青少年票選獎         | 2018年8月12日  | 票選獎：精選劇情片                     | 柴克·艾弗隆                                                             | 獲獎 |
| 青少年票選獎         | 2018年8月12日  | 票選獎：精選劇情片                     | 休·傑克曼                                                               | 提名 |
| 青少年票選獎         | 2018年8月12日  | 票選獎：戲劇電影女演員                 | 千黛亞                                                                  | 獲獎 |
| 青少年票選獎         | 2018年8月12日  | 票選獎：吻戲                           | 柴克·艾弗隆和千黛亞                                                     | 提名 |
| 青少年票選獎         | 2018年8月12日  | 票選獎：電影船                         | 柴克·艾弗隆和千黛亞                                                     | 獲獎 |
| 青少年票選獎         | 2018年8月12日  | 票選獎：最佳流行音樂                   | 〈我就是我〉– 基拉·賽特爾                                               | 提名 |
| 廣播影評人協會獎     | 2018年1月11日  | 最佳歌曲                               | 〈我就是我〉（班傑·帕塞克和賈斯汀·保羅）                                | 提名 |
| 多里安獎             | 2018年2月24日  | 年度幽默電影                           | 《大娛樂家》                                                            | 提名 |
| 帝國獎               | 2018年3月18日  | 最佳服裝設計                           | 《大娛樂家》                                                            | 提名 |
| 帝國獎               | 2018年3月18日  | 最佳扮妝和髮型設計                     | 《大娛樂家》                                                            | 提名 |
| 喬治亞影評人協會     | 2018年1月12日  | 最佳原創歌曲                           | 〈我就是我〉（班傑·帕塞克和賈斯汀·保羅）                                | 提名 |
| 美國音效剪輯工會獎   | 2018年2月18日  | 聲音編輯方面的傑出成就–音樂劇          | Jen Monnar、Jim Harrison、Jeff Carson、Peter Myles和Sheri Ozeki         | 獲獎 |
| 音樂監督工會獎       | 2018年2月8日   | 最佳電影音樂監督獎：預算超過2500萬美元 | 班傑·帕塞克和賈斯汀·保羅                                                | 提名 |
| 音樂監督工會獎       | 2018年2月8日   | 為電影創作的最佳歌曲/唱片              | 〈我就是我〉（班傑·帕塞克和賈斯汀·保羅）                                | 提名 |
| 哈特蘭電影節         | 2017年12月31日 | 真實電影獎                             | 麥可·格雷希                                                             | 獲獎 |
| 尼克频道儿童选择奖   | 2018年三月24日 | 最喜歡的電影                           | 《大娛樂家》                                                            | 提名 |
| 尼克频道儿童选择奖   | 2018年三月24日 | 最喜歡的電影女演員                     | 千黛亞                                                                  | 獲獎 |
| 化妝師和髮型師協會獎 | 2018年2月24日  | 專題電影：最佳時期和/或角色扮妝        | Nicki Ledermann、Tania Ribalow和Sunday Englis                           | 提名 |